# بخش نورداستینگ
بخش نورداستینگ (به سوئدی: Nordanstigs kommun) یک ناحیه شهری در سوئد است که در شهرستان یولبوری واقع شده‌است.